# クランク (機械要素)

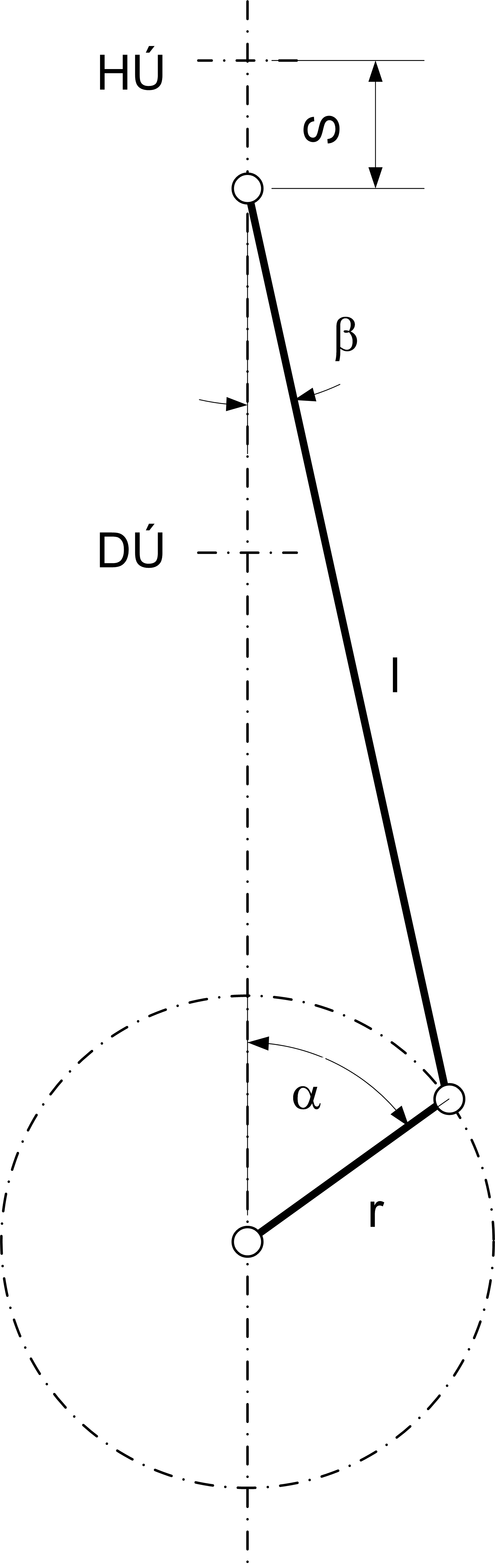
スライダクランク機構

クランク（日: 曲柄，英: crank）とは、機械の要素において、回転する軸と、それとは芯のずれた軸を結ぶ柄からなる機構である。リンク機構の一種でもある。
古く（例えば1934年頃）は曲拐、曲肱、曲軸とも呼ばれた。
後述の通り、機械要素としてのクランクが含まれる部品(ASSY)全体を単にクランクとも呼ばれる。

## 解説
クランクにコネクティングロッドと呼ばれる棒を介すと、往復運動を回転運動に変換する動作や、あるいはその逆の変換動作が可能となる。前者の例としては自動車などのレシプロエンジンがあり、ピストンの往復運動をクランクシャフトで回転運動に変える（スライダクランク機構）。同様の機構で、逆にクランクの方を回転させれば、レシプロポンプやレシプロ圧縮機となる。
クランク単体の例では、人力で何かを回すためのハンドル（正しくはクランクハンドル）や、自転車のペダルなどがある。

## 例
よく知られているクランクの利用例は以下のようなものがある。

### 人力
- 釣りのリール、あるいはその他のケーブル、ロープ、テープなどのリール
- クランクハンドル - 映画用キャメラ、自動車の窓用レギュレーターハンドル、方向幕の操作ハンドルなど
- 自転車のペダル（足のほか、ハンドサイクルの様な手を使用する物も存在）
- 蒸気機関車の加減弁（レギュレーター/スロットル）

### 発動機
- ほとんどのレシプロエンジンでは、ピストンの往復運動を回転運動に変換するためにクランク機構のクランクシャフトを採用している。

### 圧縮機
- 容積圧縮型のレシプロ圧縮機は、クランクシャフトを電動機やエンジンで回し、その回転運動をピストンの往復運動に変換して気体を圧縮する。

## 死点
往復運動を回転運動に変換する際、クランク機構の往復運動部がもっとも奥まで押し込まれている状態と、もっとも手前まで引き出されている状態のことを死点という。この地点では回転力が働かなくなるので、フライホイール（はずみ車）を利用して滑らかに回転を継続できるようにすることが多い。また、この地点で運動を停止してしまうと往復運動が再開不可能となる。そのため、手動であれば回転部分を手で回したり、位相差をつけた別のクランクを同じ回転軸に接続しどれかのクランクは回転力を働かせることができるようにして回避するのが一般的である。

## 歴史
手回し式のスライダクランク機構は、中国の漢王朝の時代に墓に埋める陶器の中にモデルとして登場する。しかしながら、クランク機構が広く使われるようになったのはアラビアの学者で発明家のアル＝ジャザリ（Al-Jazari）によるもので、彼は最初にクランクシャフトを組み合わせた人物である。コネクティングロッドもアル＝ジャザリの発明であり、これらを組み合わせたシステムは1206年に彼が開発した2つの揚水機械に用いられている。1930年代以前に作られたほとんどの蓄音機においてクランク式のゼンマイによって駆動されていた。また自動車の内燃機関もスターターモーターが一般的に用いられるようになるまでは、クランクプーリーなどにクランク棒を差し込んで、人力で回して始動していた。

## 関連文献
- Needham, Joseph (1986). Science and Civilization in China: Volume 4, Physics and Physical Technology, Part 2, Mechanical Engineering. Taipei: Caves Books, Ltd.